# Libuše Benešová
Libuše Benešová (ur. 5 lipca 1948 w Benešovie) – czeski polityk, filolog i samorządowiec, w latach 1995–1997 wiceminister finansów, od 1998 do 2000 przewodnicząca Senatu Republiki Czeskiej.

## Życiorys
Absolwentka wydziału filozoficznego Uniwersytetu Karola w Pradze, gdzie kształciła się w zakresie filologii czeskiej i etnografii, a także wydziału prawa tej uczelni. Od 1977 pracowała w instytucie literatury Czechosłowackiej Akademii Nauk. Przed 1989 nie angażowała się w działalność polityczną. W okresie przemian ustrojowych dołączyła do Forum Obywatelskiego, a po jego rozpadzie przystąpiła do Obywatelskiej Partii Demokratycznej. W 1997 została wiceprzewodniczącą ODS, funkcję tę pełniła do 2001.
W 1990 wybrana na burmistrza miejscowości Lešany, w latach 1993–1994 kierowała urzędem rejonowym powiatu Praga-Zachód. W 1995 została dyrektorem generalnym Ministerstwa Finansów, od października tegoż roku do stycznia 1997 zajmowała stanowisko wiceministra w tym resorcie. W 1996 wybrana do nowo powołanego czeskiego Senatu. W grudniu 1998 zastąpiła Petra Pitharta na stanowisku przewodniczącego tej izby, którą kierowała do listopada 2000. Nie odnowiła wówczas mandatu na kolejną kadencję, pokonała ją w wyborach Helena Rögnerová.
Pracowała następnie w centrali partyjnej jako dyrektor biura ODS (do 2004), a od 2005 kierowała archiwami w kancelarii prezydenta, przechodząc w 2015 na emeryturę.